# Борисова, Юлия Константиновна

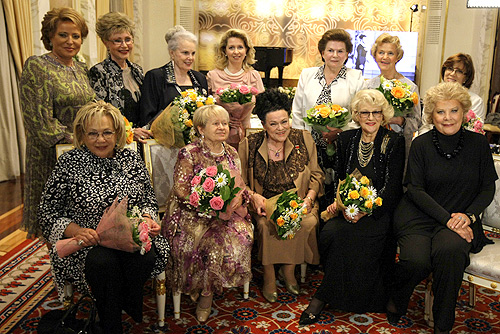
Юлия Борисова (стоит, вторая справа) на дружеской встрече по случаю юбилея Людмилы Зыкиной. Москва, 10 июня 2009 года

Ю́лия Константи́новна Бори́сова (17 марта 1925, Москва, СССР — 8 августа 2023, Москва, Россия) — советская и российская актриса. Герой Социалистического Труда (1985), народная артистка СССР (1969), лауреат Государственной премии Российской Федерации (1995) и Государственной премии РСФСР имени К. С. Станиславского (1969).
Являлась артисткой Государственного академического театра имени Вахтангова с 1947 года вплоть до своей смерти.

## Биография
Родилась 17 марта 1925 года в Москве в семье служащих Константина Ивановича и Серафимы Степановны Борисовых.
В 1947 году окончила Высшее театральное училище имени Б. В. Щукина в Москве (художественный руководитель курса — Вера Константиновна Львова) и в том же году была принята в труппу Государственного академического театра имени Е. Б. Вахтангова, на сцене которого дебютировала ещё во время учёбы. В этом театре служила более семидесяти пяти лет, на протяжении десятилетий являлась его ведущей актрисой, играя преимущественно главные роли.
Всего исполнила более шестидесяти театральных ролей. Её работы вошли в «золотой фонд» Вахтанговского театра, стали его визитной карточкой, эталоном: принцесса Турандот в легендарном одноимённом спектакле по пьесе Карло Гоцци, Настасья Филипповна в инсценировке романа «Идиот» Фёдора Достоевского, Клеопатра в «Антонии и Клеопатре» по Уильяму Шекспиру, Гелена в «Варшавской мелодии» Леонида Зорина, миссис Патрик Кэмпбелл в пьесе Джерома Килти «Милый лжец», королева Анна в «Стакане воды» Эжена Скриба, Гитель в «Двоих на качелях» Уильяма Гибсона.
Во многих спектаклях на сцене Вахтанговского театра партнёром Борисовой был актёр Михаил Ульянов, говоривший о ней следующее: 

«Она сама — Праздник. И в этом смысле — эталон нашего театра. Она наделена не только Божьим даром, но и Божьим отношением к этому дару, и Божьим отношением к родному театру, театру — дому. Таких актрис, как она, принято называть звёздами, но Юлия Константиновна не звезда Вахтанговского театра. Она его великая планета»— Михаил Ульянов, народный артист СССР.
Актёр Василий Лановой, коллега Юлии Борисовой по вахтанговской сцене, отзывался о ней так:

«… Глядя на Юлию Константиновну Борисову, мне иногда кажется, что в ней природа каким-то непостижимым образом сплавила всё то, из чего складывается образ Актрисы на все времена. … Её преданность театру — безгранична. … Каждая роль Борисовой — бриллиант чистейшей воды по чёткости рисунка, по строгости отбора выразительных средств, по силе внутренней убеждённости в правоте своей героини. Она — Гелена и Турандот, Настасья Филипповна, Клеопатра и Кручинина… И при этом — ни одна из них. Она — Борисова! И для тех, кто имел счастье видеть её на сцене, этим сказано всё»
— Василий Лановой, народный артист СССР, 17 марта 2010 года.
Борисову высоко ценил и любил как актрису художественный руководитель театра Рубен Симонов, поставивший специально для неё несколько спектаклей. Его сын, Евгений Симонов, также ставил спектакли для Борисовой. Многие годы с ней занималась театральный режиссёр и педагог Александра Ремизова, одна из учениц Евгения Вахтангова.
Актриса всегда отдавала предпочтение театру, в кино снималась мало. Широкой публике Борисова известна по главным ролям Настасьи Филипповны в художественном фильме «Идиот» (1958) режиссёра Ивана Пырьева и Елены Кольцовой в биографической художественной киноленте «Посол Советского Союза» (1969) режиссёра Георгия Натансона, ставшими эталоном актёрского мастерства в кинематографе.
С 1963 года неоднократно избиралась депутатом Верховного Совета РСФСР и членом Президиума Центрального Дома актёра имени А. А. Яблочкиной в Москве.
17 марта 2005 года в Театре имени Е. Б. Вахтангова состоялся юбилейный творческий вечер актрисы. Борисова вышла на сцену в образе Кручининой в спектакле «Без вины виноватые» (постановка Петра Фоменко).
17 марта 2015 года свой 90-летний юбилей отметила на сцене — в спектакле «Пристань» режиссёра Римаса Туминаса.
Скончалась 8 августа 2023 года, на 99-м году жизни, в больнице в Москве. Похоронена на Даниловском кладбище рядом с сыном и матерью.

### Личная жизнь
- Муж — Исай Исаакович Спектор (1916—1974), директор фронтового филиала, директор-распорядитель Театра Вахтангова, заслуженный работник культуры РСФСР (1967)[5][12][13].
  - Сын — Александр Исаевич Борисов (1950—2022[5][14][15]), выпускник МГИМО МИД СССР 1972 года, действительный государственный советник Российской Федерации, работал в МИД РФ, занимал должности руководителя департамента Министерства торговли Российской Федерации и Министерства экономического развития и торговли Российской Федерации (по состоянию на 15 января 2003 года)[16]. Был женат на Борисовой (Дружниковой) Наталии Владимировне (род. 1949; заместитель руководителя отдела компании), дочери народного артиста РСФСР Дружникова Владимира Васильевича (1922—1994).
    - Внучки — Мария (1977) и Дарья (1979).
      - Правнуки — Александр (2001), Никита (2004), Андрей (2008), Илья (2011).
      - Правнучка — Мария (2011).

Проживала в Москве, на Большой Бронной улице, д. 29.

## Творчество

### Роли в театре

#### Государственный академический театр имени Е. Б. Вахтангова(Москва)

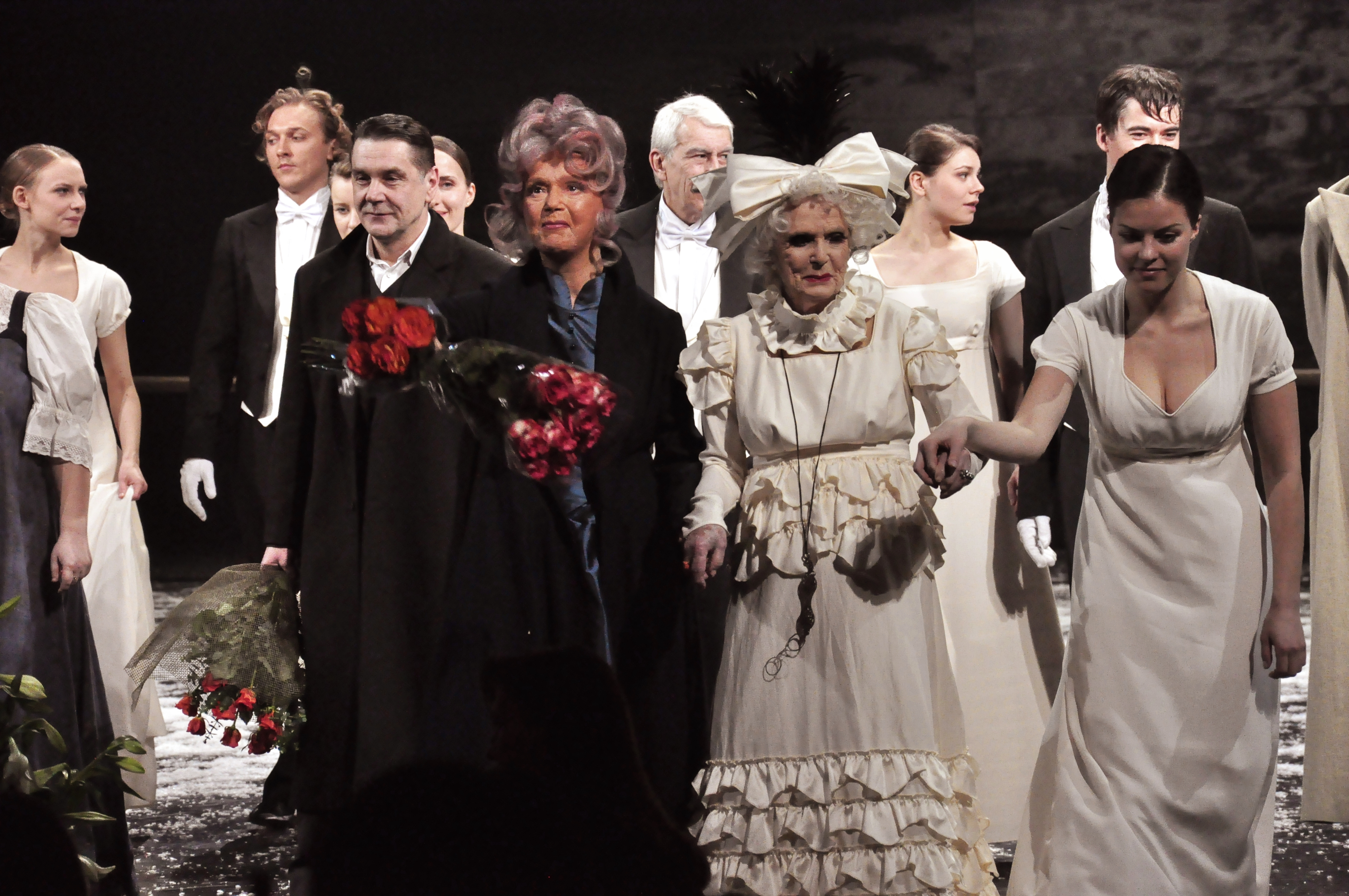
Юлия Борисова (в центре, с цветами) на премьере спектакля «Евгений Онегин» по роману А. С. Пушкина в постановке Римаса Туминаса на сцене Театра имени Е. Б. Вахтангова. Москва, 13 февраля 2013 года

- 1949 — «Заговор обречённых» Н. Е. Вирты — Магда
- 1949 — «Много шума из ничего» У. Шекспира — Геро[18]
- 1949 — «Макар Дубрава» А. Е. Корнейчука — Галя
- 1950 — «Отверженные» В. Гюго — Эпонина
- 1952 — «Два веронца» У. Шекспира — Джулия
- 1955 — «На золотом дне» Д. Н. Мамина-Сибиряка; постановка А. Ремизовой — Анисья Молокова[18][19]
- 1956 — «Одна» С. И. Алёшина — Нефёдова
- 1957 — «Город на заре» А. Н. Арбузова; постановка Е. Симонова — Наташа[18]
- 1957 — «Две сестры» Ф. Ф. Кнорре — Люся
- 1958 — «Неписаный закон» А. Пистоленко — Банат
- 1958 — «Идиот» по Ф. М. Достоевскому; постановка А. Ремизовой — Настасья Филипповна
- 1959 — «Коронация» Л. Г. Зорина — Аня
- 1959 — «Иркутская история» А. Н. Арбузова; постановка Е. Симонова — Валька-дешёвка[20]
- 1959 — «Стряпуха» А. В. Софронова — Павлина Казанец[19]
- 1960 — «Двенадцатый час» А. Н. Арбузова — Анна
- 1961 — «Стряпуха замужем» А. В. Софронова — Павлина Казанец
- 1963 — «Двое на качелях» У. Гибсона — Гитель
- 1963 — «Принцесса Турандот» К. Гоцци; постановка Е. Вахтангова, возобновлена Р. Симоновым — принцесса Турандот[18]
- 1964 — «Миллионерша» Б. Шоу; постановка А. Ремизовой — Эпифания[18][19]
- 1964 — «Правда и кривда» М. А. Стельмаха — Мавра Покитченко
- 1965 — «Насмешливое моё счастье» Л. А. Малюгина — Лика Мизинова[18][19]
- 1966 — «Конармия» И. Э. Бабеля; постановка Р. Симонова — Мария[18][19]
- 1967 — «Виринея» Л. Н. Сейфуллиной — Виринея
- 1967 — «Варшавская мелодия» Л. Г. Зорина; постановка Р. Симонова — Гелена[18]
- 1971 — «Антоний и Клеопатра» У. Шекспира — Клеопатра[18][19]
- 1974 — «Из жизни деловой женщины» А. Б. Гребнева — Анна Георгиевна
- 1979 — «Леший» А. П. Чехова — Елена Андреевна[18]
- 1985 — «Мария Тюдор» В. Гюго — Мария Тюдор
- 1988 — «Стакан воды» по одноимённой комедийной пьесе Эжена Скриба (постановка — Александр Белинский; премьера — 25 апреля 1988) — королева Анна
- 1991 — «Мартовские иды» по одноимённому роману в письмах Торнтона Уайлдера (постановка — Аркадий Кац; премьера — 23 марта 1991 года) — Кифарида, древнеримская актриса простого происхождения[21]
- 1993, 2005 — «Без вины виноватые» по одноимённой комедийной пьесе Александра Островского в сценической редакции Галины Покровской (режиссёр-постановщик — Пётр Фоменко; премьера — 24 апреля 1993 года, последний спектакль — 14 мая 2011 года) — Елена Ивановна Кручинина, известная провинциальная актриса[22]
- 1994 — «Милый лжец» по одноимённой комедийной пьесе Джерома Килти (постановка — Адольф Шапиро; премьера — 9 мая 1994 года) — миссис Патрик Кэмпбелл, английская актриса[23]
- 2011 — «Пристань», спектакль к 90-летию Государственного академического театра имени Е. Б. Вахтангова по мотивам произведений Бертольта Брехта, Ивана Бунина, Фёдора Достоевского, Фридриха Дюрренматта, Артура Миллера, Александра Пушкина, Эдуардо де Филиппо (идея и постановка — Римас Туминас; премьера — 11 ноября 2011 года) — Клара Цаханассьян, мультимиллионерша (в сценах из трагической комедии «Визит дамы» Фридриха Дюрренматта)[24]
- 2013 — «Евгений Онегин», сцены из одноимённого романа А. С. Пушкина (идея, литературная композиция и постановка — Римас Туминас; премьера — 13 февраля 2013 года) — «Сон Татьяны»[25]
- 2015 — «Возьмите зонт, мадам Готье!», философская комедия по пьесе Ива Пло (Yves Pleaux) (режиссёр-постановщик — Владимир Иванов; премьера — 13 октября 2015 года) — мадам Катрин Готье (заглавная роль)

### Фильмография
- 1948 — «Три встречи» — Оксана
- 1958 — «Идиот» — Настасья Филипповна
- 1969 — «Посол Советского Союза» — Елена Николаевна Кольцова, чрезвычайный и полномочный посол Советского Союза в нейтральной скандинавской стране во время Великой Отечественной войны (прототип — Александра Михайловна Коллонтай)

### Фильмы-спектакли и телеспектакли
- 1956 — «Много шума из ничего» — Геро, дочь Леонато
- 1958 — «Город на заре» А. Арбузова — Наташа
- 1960 — «Поднятая целина», по роману М. Шолохова
- 1960 — «Янтарное ожерелье» Н. Погодина (телеспектакль) — Ира
- 1962 — «Интервью у весны» — Павлина Казанец
- 1966 — «Театральные встречи БДТ в Москве» — ведущая
- 1969 — «Варшавская мелодия» — Гелена[26]
- 1971 — «Принцесса Турандот» — Турандот[26]
- 1973 — «Иркутская история» (фильм-спектакль) реж. Б. Ниренбург, Е. Симонов — Валентина[27]
- 1974 — «Миллионерша» — Эпифания[26]
- 1975 — «Конармия» — Мария[26]
- 1977 — «Человек с ружьём» — Катерина Шадрина
- 1977 — «Ситуация», постановка Михаила Ульянова в Театре имени Е. Б. Вахтангова — Тамара
- 2011 — «Пристань» — Клара Цаханассьян[26]
- 2013 — «Евгений Онегин» — «Сон Татьяны»[26]

### Радиоспектакли
- «Русский лес» Л. М. Леонова — Полина
- «Как важно быть серьёзным» О. Уайльда

## Награды и звания
Государственные награды:
- 1957 — почётное звание «Заслуженная артистка РСФСР»[28]
- 1960 — орден Трудового Красного Знамени (7 марта 1960)[4]
- 1961 — почётное звание «Народная артистка РСФСР»
- 1966 — Государственная премия РСФСР имени К. С. Станиславского[4] — за исполнение ролей Вали в спектакле «Иркутская история» А. Н. Арбузова, Полины Казанец в спектакле «Стряпуха замужем» А. В. Софронова и Мавры Покритченко в спектакле «Правда и кривда» М. А. Стельмаха на сцене МАДТ имени Е. Б. Вахтангова
- 1969 — почётное звание «Народная артистка СССР»[4]
- 1971 — орден Ленина (2 июля 1971)[4]
- 1975 — орден Октябрьской Революции (17 марта 1975)[4]
- 1985 — высшее звание «Герой Социалистического Труда» (21 марта 1985)[4]
- 1985 — орден Ленина (21 марта 1985)[4]
- 1995 — орден «За заслуги перед Отечеством» III степени (6 марта 1995) — за выдающиеся заслуги в области театрального искусства[29]
- 1995 — Государственная премия Российской Федерации в области литературы и искусства (в области театрального искусства) 1994 года (29 мая 1995) — за исполнение одной из главных ролей в спектакле Государственного академического театра имени Евгения Вахтангова «Без вины виноватые» по пьесе А. Н. Островского режиссёра Петра Фоменко[1]
- 2010 — орден «За заслуги перед Отечеством» IV степени (14 марта 2010) — за большой вклад в развитие отечественной культуры и искусства, многолетнюю творческую деятельность[30]
- 2019 — орден «За заслуги перед Отечеством» II степени (28 октября 2019) — за выдающиеся заслуги в развитии отечественной культуры и искусства, многолетнюю плодотворную деятельность[31]
- медали
- ордена и медали иностранных государств

Другие награды, премии, поощрения и общественное признание:

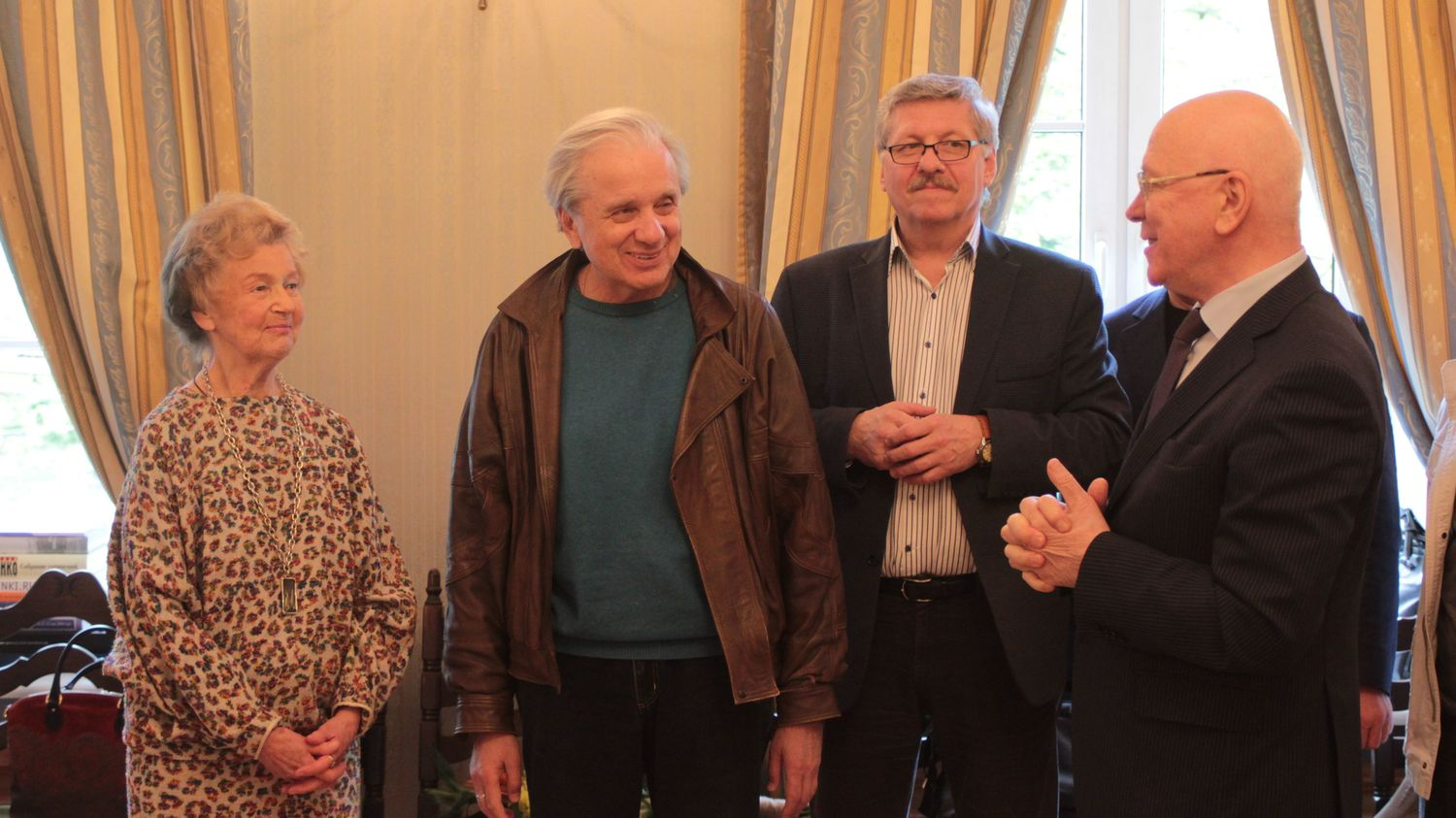
Юлия Борисова на церемонии вручения высшей награды Союза театральных деятелей Российской Федерации «Золотой знак СТД РФ». Москва, 20 мая 2015 года

- 1991 — первый лауреат первой театральной премии России «Хрустальная Турандот» в номинации «За долголетнее и доблестное служение театру»[4][32]
- 1996 — лауреат театральной премии «Золотая маска» в номинации «За честь и достоинство»[4]
- 2000 — лауреат премии российских деловых кругов «Кумир» в номинации «За высокое служение искусству»
- 2005 — Благодарность Министра культуры и массовых коммуникаций Российской Федерации (9 марта 2005) — за многолетний плодотворный труд и в связи с 80-летием со дня рождения[33]
- 2006 — лауреат международной премии имени К. С. Станиславского[4]
- 2015 — высшая награда Союза театральных деятелей Российской Федерации «Золотой знак СТД РФ» (20 мая 2015) — за «многолетнее высокое служение искусству театра, плодотворную творческую и общественную деятельность, большой личный вклад в развитие театрального искусства России, уставную деятельность ВТО-СТД РФ»[34]
- 2015 — золотая медаль имени Н. Д. Мордвинова «За выдающийся вклад в театральное искусство» VI Международного славянского форума искусств «Золотой Витязь» (6 декабря 2015)[35]
- 2015 — лауреат Вахтанговской премии «Человек театра»[4]
- 2016 — лауреат российской национальной актёрской премии имени Андрея Миронова «Фигаро» в Санкт-Петербурге в почётной номинации «Легенда русского театра» (8 марта 2016) — за многие роли, ставшие эталоном исполнительского искусства[4][36]

## Документальные фильмы и телепередачи
- «Юлия Борисова. „Молчание Турандот“» («ТВ Центр», 2018)[5]